# Jarzębiec (województwo warmińsko-mazurskie)
Jarzębiec (niem. Schönau) – osada w Polsce położona w województwie warmińsko-mazurskim, w powiecie braniewskim, w gminie Płoskinia.
W latach 1975–1998 miejscowość administracyjnie należała do województwa elbląskiego. Osada znajduje się w historycznym regionie Warmia.